# Brygidowo (rejon wilejski)
Brygidowo (biał. Брыгідава; ros. Бригидово) – wieś na Białorusi, w obwodzie mińskim, w rejonie wilejskim, w sielsowiecie Chocieńczyce.

## Historia
W czasach zaborów wieś w powiecie wilejskim, w guberni wileńskiej Imperium Rosyjskiego. Pod koniec XIX wieku miała 22 dusze rewizyjne, należała do dóbr Łukawiec.
W latach 1921–1945 wieś a następnie zaścianek leżał w Polsce, w województwie wileńskim, w powiecie wilejskim, w gminie Chocieńczyce.
Według Powszechnego Spisu Ludności z 1921 roku zamieszkiwało tu 107 osób, 22 były wyznania rzymskokatolickiego a 85 prawosławnego. Jednocześnie 79 mieszkańców zadeklarowało polską a 28 białoruską przynależność narodową. Było tu 20 budynków mieszkalnych. W 1931 łącznie z leśniczówką Brygidowo w 19 domach zamieszkiwało 106 osób.
Wierni należeli do parafii rzymskokatolickiej w Baturynie i prawosławnej w Chocieńczycach. Miejscowość podlegała pod Sąd Grodzki w Ilji i Okręgowy w Wilnie; właściwy urząd pocztowy mieścił się w Chocieńczycach.
W wyniku napaści ZSRR na Polskę we wrześniu 1939 miejscowość znalazła się pod okupacją sowiecką. 2 listopada została włączona do Białoruskiej SRR. Od czerwca 1941 roku pod okupacją niemiecką. W 1944 miejscowość została ponownie zajęta przez wojska sowieckie i włączona do Białoruskiej SRR.
Od 1991 w składzie niepodległej Białorusi.